# Operação Moeda Verde
A Operação Moeda Verde foi uma operação da Polícia Federal brasileira que investigou a negociação de licenças ambientais na cidade de Florianópolis. A operação foi deflagrada em 3 de maio de 2007 com a prisão temporária de 19 das 22 pessoas indiciadas pela Polícia Federal, entre elas o vereador Juarez da Silveira, apontado como o líder do esquema, Renato Juceli de Souza (secretário da Secretaria de Urbanismo da capital).
Entre outras acusações, estavam ainda crimes contra a ordem tributária, falsificação de documento, uso de documento falso, formação de quadrilha, corrupção e tráfico de influência.
As investigações que deram origem a Operação Moeda Verde iniciaram em agosto de 2006 com denúncias anônimas de irregularidades num condomínio no bairro de Jurerê Internacional.
Durante as investigações, dois vereadores foram cassados e o prefeito Dário Berger, passou a responder a uma comissão processante na Câmara Municipal. Marcílio Ávila, um dos vereadores cassados obteve da Justiça de Santa Catarina a anulação da cassação de seu mandato no começo de outubro de 2007.
O inquérito da Polícia Federal, presidido pela delegada Julia Vergara, foi concluído em 15 de outubro de 2007 de onde seguiu para o Ministério Público Federal.

## Cronologia
As investigações do caso iniciaram-se, em maio de 2006, a partir de denúncia do Ministério Público Federal (MPF), feita pelo Procurador Federal Walmor de Alves Moreira, sobre irregularidades na construção do empreendimento Il Campanário Villaggio Resort, localizado no bairro de Jurerê Internacional. O MPF questionou o fato do empreendimento, construído pela empresa Habitasul, ter sido autorizado pela Fundação de Meio Ambiente do Estado de Santa Catarina (FATMA), mesmo com a comprovação de que a obra afetaria um nascente de água. O MPF requisitou abertura de inquérito policial à PF, para que a situação fosse investigada.
26 de Junho de 2006 - Após uma investigação preliminar, a PF pediu a quebra do sigilo telefônico de alguns suspeitos. As gravações telefônicas foram realizadas de 21 de Julho até o dia 19 de Dezembro daquele ano. De Dezembro até o final de Abril de 2007, os agentes federais realizaram diligências para complementar a investigação.
29 de Abril de 2007 - A Delegada da PF Julia Vergara da Silva, responsável pela operação, encaminha 28 relatórios e os respectivos áudios da investigação à Zenildo Bodnar, na época Juiz Federal Substituto da Vara Ambiental de Florianópolis. Vergara requisitou à Bodnar, a prisão preventiva de 22 suspeitos, além da busca e apreensão nas casas dos suspeitos, em escritórios, e em órgãos do poder público Municipal e Estadual.
03 de Maio de 2007 – Na manhã deste dia, após o deferimento dos pedidos por Bodnar, cerca de 170 Policiais Federais cumpriram mais de 30 mandados de busca e apreensão em órgãos como: Câmara de Vereadores de Florianópolis (CVF), Fundação Municipal do Meio Ambiente (FLORAM), FATMA, Secretaria Municipal de Urbanismo e Serviços Público (SUSP) e Secretaria Municipal de Obras. Nestes locais foram apreendidos documentos e computadores.
Dos 22 suspeitos, que tiveram mandato de prisão preventiva expedito, 17 (Amílcar Lebarbechon da Silveira, André Luiz Dadam, Aurélio de Castro Remor, Aurélio Paladini,  Fernando Marcondes de Mattos, Francisco Rzatki, Gilson Junckes, Hélio Scheffel Chevarria, Itanoir Cláudio, Juarez Silveira, Marcelo Vieira Nascimento, Margarida Emília Milani de Quadros, Percy Haensch, Renato Juceli de Souza, Rodrigo Bleyer Bazzo, Rubens Bazzo) foram detidos em Florianópolis; 2 (Fernando Tadeu Soledade Habckost e Péricles de Freitas Druck), em Porto Alegre; e 3 (Marcílio Guilherme Ávila, Paulo Cezar Maciel da Silva, e Sérgio Limade Almeida) não foram localizados. Além dos documentos, foram apreendidos 8 veículos e R$ 1 milhão em dinheiro.
Os 3 indiciados que não haviam sido localizados, posteriormente, se apresentaram, e assim como os outros indiciados, foram liberados pela Justiça Federal. A última liberação foi a do vereador Marcílio Guilherme Ávila, que ocorreu na noite do dia 08 de Maio.
A investigação da Moeda Verde, que era para ser investigação pontual, sobre apenas uma obra, transformou-se em uma ampla varredura de diversos empreendimentos, sendo que alguns já haviam sido concluídos, outros em andamento. De acordo com as investigações, servidores públicos e políticos seriam os principais responsáveis pelo esquema de troca de favores entre órgãos públicos e o setor privado. O esquema envolvia a aprovação de licenças ambientais, de forma irregular, que liberavam a construções de grandes empreendimentos na capital. Os empresários, em troca ofereciam vantagens diversas, dentre elas: propina, concessão de automóveis e doações de terrenos.
A autorização dos mandatos de prisão temporária e busca e apreensão, basearam-se nos relatórios encaminhados ao juiz. Dentre os empreendimentos citados, na autorização de Bodnar estão: Shopping Iguatemi; Floripa Shopping; Supermercado Bistek do Bairro Costeira do Pirajubaé; Costão Golf; Boate Km-7; Condomínio Vilas do Santinho; Vila Santa Rosa; Colégio Energia, de Jurerê Internacional e Hospital Vita no Bairro Santa Mônica.
05 de Maio de 2007 – Ocorre uma manifestação de apoio à PF, reunindo cerca de 150 pessoas em frente ao prédio da PF na avenida Beira-mar Norte.
21 de Maio de 2007 - A Câmara de Vereadores de Florianópolis, instala uma Comissão Parlamentar de Inquérito (CPI) da Moeda Verde para apurar o envolvimento de autoridades e servidores dos poderes Legislativo e Executivo municipais na Operação Moeda Verde.
31 de Maio de 2007 -  A imprensa apresenta à sociedade trechos dos relatórios, que embasaram a prisão preventiva dos indiciados. Nos relatórios, o vereador Juarez Silveira é apontado pela polícia como “chefe” do suposto esquema. Ele aparece em quase todas as investigações, intermediando algum tipo de “favor” ou “ajuda”. Nos relatórios do caso do Shopping Iguatemi, do Hospital Vita e do Supermercado Bistek, estão as conversas que, para a PF, são as mais comprometedoras. Nessas e em outras interceptações, o vereador aparece solicitando carros emprestados, negociando veículos e a aprovação de leis. Nas gravações em vídeo, os alvos são André Luiz Dadam, funcionário da FATMA, e o vereador Juarez. Dadam foi flagrado saindo com R$ 8 mil em dinheiro da sede do Grupo Habitasul, em Jurerê Internacional, antes das eleições de 2006.
1º de junho de 2007 - Os advogados do empresário Paulo Cezar Maciel, sócio-proprietário do Shopping Iguatemi, pedem o afastamento do procurador Moreira. No documento, os defensores sustentam que Moreira teria agido de forma parcial durante a disputa que colocou em lados opostos Maciel e o empreendedor do Floripa Shopping, Carlos Amastha. O procurador da República refuta as acusações dos advogados. Dias depois, o juiz Bodnar decide que não vai mais aceitar manifestação assinada só pelo procurador Moreira.
29 de Junho de 2007 - O MPF monta uma força-tarefa com seis procuradores para atuar no caso. Posteriormente, os procuradores entram com pedido no Tribunal Regional Federal da 4ª Região (TRF-4), pedindo a suspeição do juiz. Os representantes da força-tarefa relatam vários fatos que, na opinião deles, possuem indícios suficientes para tirar Bodnar do caso. Entre eles estão a liberação, para um dos empresários incriminados, de R$ 500 mil apreendidos durante a operação,  além do fato dele não ser juiz titular. Conforme os procuradores, outros indiciados e até mesmo órgãos públicos não teriam conseguido que o magistrado atendesse pleitos semelhantes, como a liberação de documentos e computadores, por exemplo. Além disso, a força-tarefa também contesta a homologação de um acordo que envolve um dos empreendimentos suspeitos. Também reclamam que a obra, embora tenha sido o embrião da Operação Moeda Verde, não foi embargada pela Justiça. Os pedidos foram rejeitados. Os membros da força-tarefa relatam, ainda, que, no dia 2 de Maio, "ilegal e inexplicavelmente", o juiz determinou, a pedido da PF e sem ouvir o MPF, interceptações telefônicas dos ex-vereadores Marcílio Ávila (PMDB) e Juarez Silveira. No pedido de exceção, a força-tarefa também critica a delegada Julia Vergara, responsável pelo inquérito, e a ordem de prisão de 22 pessoas (os procuradores defendiam apenas 14 detenções).
03 de Julho de 2007 - Câmara de Vereadores de Florianópolis, numa decisão inédita na história da Câmara, cassa com 11 votos favoráveis os mandatos de Juarez Silveira, que de acordo com as investigações seria o suposto líder da quadrilha e Marcílio Guilherme Ávila.

15 de Outubro de 2007 - O inquérito policial da Moeda Verde é concluído pela PF e enviado à Vara Ambiental da Justiça Federal de Florianópolis.
22 de Outubro de 2007 - São conhecidos os nomes dos 54 indiciados na operação, estando o Prefeito Dário Berger entre os indiciados. O indiciamento ocorreu devido a diferentes motivos, tais como: crimes ambientais, crimes contra a ordem tributária, falsificação de documento, falsidade ideológica, formação de quadrilha, corrupção e tráfico de influência. A PF, também, disponibilizou o relatório da Moeda Verde para os advogados dos indiciados, para os vereadores da CPI e para o MPF. O Jornal Diário Catarinense, também, teve acesso ao relatório.
23 de Outubro de 2007 - Em razão do indiciamento do prefeito Dário Berger, o juiz Bodnar, encaminha o caso ao TRF-4. O motivo de tal sentença deve-se pelo fato de Dário Berger ter foro privilegiado, em virtude do cargo de prefeito, e desta maneira só poderia ser julgado em uma instância Federal superior.
25 de Outubro de 2007 – A FATMA decide manter nos cargos os 7 servidores, entre eles o diretor de Administração, Jânio Wagner Constante, indiciados pela PF. Dentro dos  empreendimentos que os indiciados estariam envolvidos estão o Il Campanario, o Villas do Santinho e o Jardim Rio Vermelho.
29 de Outubro de 2007 – O Jornal  Diário Catarinense revela dados que fazem parte do inquérito da PF. De acordo com o Jornal, no inquérito havia centenas de ligações telefônicas transcritas, mensagens eletrônicas trocadas entre os investigados, informações de sigilos fiscal, bancário, além do pedido da delegada Vergara para o indiciamento das 54 pessoas. Segundo o Jornal, Vergara escreveu que “os 20 funcionários públicos citados no inquérito, inclusive o prefeito, um vereador e quatro secretários municipais de Florianópolis, formavam uma quadrilha de servidores associada para a prática de crimes contra a administração pública e contra o meio ambiente".
01 de Julho de 2008 - Câmara de Vereadores de Florianópolis aprova relatório final da CPI da Moeda Verde sem responsabilizar ninguém. Participaram da votação o presidente da CPI, Jaime Tonello (DEM), o relator Deglaber Goulart (PMDB), e os vereadores Alexandre Filomeno Fontes (PP), João Aurélio Valente Júnior (PP) e Alceu Nieckarz (PRB), que pediu vistas do processo e preferiu não votar.
17 de Dezembro de 2008 - Procuradoria da 4ª Região emiti parecer, no qual sugere ao TRF-4 que encaminhe uma cópia do inquérito para o Tribunal de Justiça de Santa Catarina (TJ/SC), ao MPF de SC e à Vara Federal Ambiental de Florianópolis. De acordo com os procuradores, há crimes que são de competência da Justiça Estadual e outros da Justiça Federal. Segundo os procuradores da República cabe ao TJ/SC avaliar as acusações feitas pela PF contra o prefeito Dário Berger. 
15 de Dezembro de 2011 - TRF-4, depois de mais de 4 anos, decide enviar inquérito da Moeda Verde para Brasília, dizendo que aguardará um parecer do Procurador-Geral da República, Roberto Gurgel, acerca da competência para julgamento do caso – se da Justiça Estadual ou Federal, e se acata ou não o indiciamento contra o prefeito Dário Berger.
O TRF-4, anteriormente, já havia explicado que a demora para um pronunciamento, devia-se ao elevado número de indiciados e de incidentes (iniciativas ou tentativas dos advogados dos indiciados para reaver bens apreendidos na investigação) e também por tentativas de afastamento do juiz da causa. De acordo com TRF-4, em Março desse ano sairá o acórdão da decisão de Dezembro indo então para Brasília para o procurador dar seu parecer. A expectativa é que o pronunciamento de Gurgel ocorra em Maio próximo. O processo corre em segredo de Justiça.
A lei de incentivo à hotelaria (publicada em abril de 2007 sob o número 270/07), de iniciativa do prefeito Dário Berger e que concedia abatimentos de até 50% do IPTU e até 50% no ISS, foi alvo das investigações da Moeda Verde. Nas gravações telefônicas, realizadas em Dezembro de 2006, Berger discute a lei com um interlocutor e diz que "gostaria de atender" ao empresário Fernando Marcondes de Mattos. Atualmente, a lei está em vigor porque a Justiça a considerou legal.
Desta maneira o único resultado prático da Moeda Verde, até agora, foi a cassação dos mandatos dos vereadores Juarez Silveira e Marcílio Ávila. Os dois viriam mais tarde a recuperar os mandatos pela Justiça. Juarez reassumiu mas Marcílio ao ser reintegrado, de imediato, renunciou ao cargo, para que desta maneira pudessese livrar de uma possível suspensão de seus direitos políticos.  A 1ª Câmara de Direito Público do TJ, posteriormente, anulou o processo que reconduiziu Marcílio à Câmara de Vereadores de Florianópollis.
Meados de 2014 - Em 2014, o Ministério Público denunciou 48 pessoas suspeitas, a Justiça aceitou denúncia contra 37 delas, que se tornaram rés no processo.
22 de Junho de 2017 - Justiça Federal condenou 22 pessoas. 